# Hydroporus nanpingensis
Hydroporus nanpingensis là một loài bọ cánh cứng trong họ Bọ nước. Loài này được Toledo & Mazzoldi miêu tả khoa học năm 1996.